# 吉爾·魯塞特
吉爾·魯塞特（1963年8月22日—）是一名法國前職業足球運動員，司職 守門員。魯塞特於1982年在索察開始他的職業生涯，在那裡他度過八個賽季，在1990年轉會到里昂之前，他為蒙貝利亞爾隊出場超過100次。在接下來的3個賽季中有98場比賽。
在此期間，魯塞特兩次被法國隊上陣。魯塞特入選1992年歐洲國家盃的法國隊大名單，儘管只是作為二號門將，在瑞典他沒有上陣。
1993年，魯塞特出人意料地轉會到馬賽，後者曾是衛冕歐洲冠軍，但卻捲入腐敗醜聞。冉冉升起的新星 Fabien Barthez 的出現確保魯塞特沒有為球會首次上陣比賽，當馬賽在1994年夏天被迫降級時，作為對他們假球罪的懲罰，魯塞特（以及許多其他老牌球員）都被賣掉。
魯塞特在雷恩球場度過下一個賽季，然後於1995年移居蘇格蘭加盟赫斯。魯塞特在愛丁堡度過了六個賽季，幫助將降級的赫斯轉變為一個非常接近蘇格蘭格拉斯哥市兩支班霸球隊些路迪及格拉斯哥流浪的國內主要競爭者。魯塞特還在赫斯贏得他唯一的主要榮譽－1998年的蘇格蘭足總盃，在他職業生涯的早期曾3次晉入決賽（1988年在索察，1996年兩次在赫斯）。蘇格蘭盃是赫斯36年來的第一個重要獎盃，魯塞特後來成為赫斯的傳奇人物。

## 榮譽
赫斯
- 蘇格蘭足總盃： 1997–98

## 外部鏈接
- London Hearts player profile （页面存档备份，存于）
- Gilles ROUSSET （页面存档备份，存于）於法國足球總會（法語）
- 法国足球协会上的 吉爾·魯塞特 （法文） 存档于webarchive.org.
- Profile at French federation official site （法語）